# Offranville
Offranville é uma comuna francesa na região administrativa da Normandia, no departamento de Sena Marítimo. Estende-se por uma área de 17,38 km². Em 2010 a comuna tinha 3 366 habitantes (densidade: 193,7 hab./km²).